# Warszawianka (dziennik)
Warszawianka – dziennik wydawany w latach 1924–1928 przez Stanisława Strońskiego, dawnego redaktora naczelnego „Rzeczpospolitej”, powstały po sprzedaniu tego pierwszego w 1924 roku Wojciechowi Korfantemu.